# Шумейко Степан Михайлович
Шуме́йко Степа́н Миха́йлович (англ. Stepan (Stephen) Shumeyko) (17 січня 1908, Ньюарк (Нью-Джерсі), США — 12 серпня 1962, Нью-Йорк, США) — український публіцист, журналіст, редактор, літературознавець, перекладач, громадсько-політичний діяч, президент УККА у (1944-1949).

## Життєпис
Народився 17 січня 1908 в м. Ньюарк (Нью-Джерсі), США, в родині відданих українській справі і громаді патріотів — Михайла і Теклі Шумейків, емігрантів з Тернопільщини, містечко Великі Бірки. Навесні 1911 разом з батьками повернувся на їх малу батьківщину — Великі Бірки. Тут прожив вісім років, 1920 навчався в українській гімназії у Тернополі.
У 1922 родина Шумейків назавжди емігрувала до США. Тут здобув середню освіту, в 1931 завершив студії права в університеті Ньюарка. Працював помічником адвоката, а потім адвокатом.
Помер на 54 році життя в Нью-Йорку там і похований.

### Громадська та професійна діяльність
С. Шумейко належав до провідних організаторів громадсько-політичного життя української діаспори США у 1930—1950 роках. Один із засновників і перший голова впродовж 1933—1940 рр. Ліги Української Молоді Північної Америки. В 1944-1949 був президентом Українського конгресового комітету Америки (УККА). Під його керівництвом УККА проводив значну діяльність щодо утвердження позицій української діаспори в американському суспільстві, налагодження та розширення її зв'язків з державною владою США, переселення в цю країну українських скитальців із таборів для переміщених осіб у Західній Європі. В 1946 С. Шумейко в складі групи представників УККА репрезентував українську діаспору на мирній конференції в Парижі. Брав участь у створенні Панамериканської української конференції в 1948 р. і був обраний її генеральним секретарем. Належав до засновників Злученого Українсько-Американського Допомогового Комітету (ЗУ АДК) в 1945 р. та був членом його ради директорів. Входив до керівних органів Українського Народного Союзу (УНС). С. Шумейку належить авторство та співавторство більшості офіційних документів, надісланих від імені організацій української діаспори, передусім УНС, УККА, та ЗУ АДК, в різні міжнародні структури та керівництву США.
С. Шумейко від 1932 був співробітником першої української газети у США «Свободи» — провідного періодичного видання української діаспори. В 1933 став першим головним редактором газети «The Ukrainian Weekly» («Український тижневик») — англомовного додатку «Свободи». Обіймав цю посаду до 1959 року. Опублікував у «The Ukrainian Weekly» чимало своїх публіцистичних і літурознавчих статей, а також власних перекладів творів українських письменників, чим суттєво прислужився популяризації в англомовному світі українства загалом та української культури зокрема.
Його переклади, а це роман «Чорна рада» П. Куліша, твори І. Франка, В. Стефаника, Б. Лепкого, Ю. Шкрумеляка та інших українських літераторів, вийшли також окремими виданнями чи в збірках, переважно з передмовами С. Шумейка. Так, він написав передмову до видання поеми І. Франка «Мойсей» англійською мовою, що вийшла в 1936 р. в перекладі В. Семенини. Також переклав серію статей Л. Мишуги «Шевченко — смолоскип України» («Shevchenko — Torchbearer of Ukraine») й надрукував її в «The Ukrainian Weekly» (3 березня — 21 квітня 1945 р.). С. Шумейко є автором кількох анголмовних популярних праць про Україну та боротьбу за її державну незалежність.